# Penstemon elegantulus
Penstemon elegantulus är en grobladsväxtart som beskrevs av Francis Whittier Pennell. Penstemon elegantulus ingår i släktet penstemoner, och familjen grobladsväxter. Inga underarter finns listade i Catalogue of Life.